# Gastenfelden (Bechhofen)
Gastenfelden ist ein Wohnplatz des Marktes Bechhofen im Landkreis Ansbach (Mittelfranken, Bayern). Gastenfelden liegt in der Gemarkung Bechhofen.

## Geografie
Der ehemalige Weiler ist mittlerweile als Gastenfeldener Straße des Gemeindeteils Bechhofen aufgegangen. Im Norden liegt das Waldgebiet Neuholz.

## Geschichte
Im Jahr 1287 schenkte Wolfram, Kustos der Kirche zu Feuchtwangen, dem Kloster Heilsbronn Güter in Gastenfelden. Erkinger von Reichenau verkaufte 1335 an das Kloster u. a. ein Gut in Gastenfelden.
Gastenfelden lag im Fraischbezirk des ansbachischen Oberamtes Feuchtwangen. 1732 bestand der Ort aus zwei Höfen mit drei Mannschaften. Beide Anwesen hatten das Verwalteramt Waizendorf als Grundherrn. Gegen Ende des 18. Jahrhunderts gab es weiterhin drei Untertansfamilien. Von 1797 bis 1808 unterstand der Ort dem Justiz- und Kammeramt Feuchtwangen. 
Mit dem Gemeindeedikt (frühes 19. Jahrhundert) wurde Gastenfelden dem Steuerdistrikt und Ruralgemeinde Bechhofen zugewiesen.

## Einwohnerentwicklung
| Jahr      | 001818 | 001840 | 001861 | 001871 | 001885 | 001900 | 001925 | 001950 |
| Einwohner | 21     | 30     | 27     | 30     | 33     | 32     | 30     | 81     |
| Häuser    | 4      | 4      |        |        | 5      | 5      | 5      | 11     |
| Quelle    | [ 9 ]  | [ 10 ] | [ 11 ] | [ 12 ] | [ 13 ] | [ 14 ] | [ 15 ] | [ 16 ] |

## Religion
Der Ort ist seit der Reformation evangelisch-lutherisch geprägt und nach St. Johannis (Bechhofen) gepfarrt. Die Einwohner römisch-katholischer Konfession waren ursprünglich nach St. Laurentius (Großenried) gepfarrt, heute ist die Pfarrei Herz Jesu (Bechhofen) zuständig.

## Weblink
- Gastenfelden in der Ortsdatenbank des bavarikon, abgerufen am 19. August 2021.